# Against the Grain (альбом Bad Religion)
Against the Grain п'ятий студійний альбом американського панк-рок гурту Bad Religion виданий 23 листопада 1990. Це останній альбом записаний разом з ударником Пітом Файнстоуном який залишив гурт у 1991 для участі в гурті The Fishermen.
Як і попередні два альбоми, Suffer та No Control вважається одним з найкращих, та включає багато хітів, що й досі виконуються на концертах, зокрема «Faith Alone», «21st Century (Digital Boy)», «Anesthesia», «Against the Grain», «God Song» and «Modern Man». Незважаючи на відсутність реклами по радіо і телебаченні, було продано більш як 100,000 копій.

## Запис
Написання текстів і запис демо для Against the Grain розпочалось у 1989, та Bad Religion увійшли до Westbeach Recorders у травні 1990 для запису альбому.

## Реліз і відгуки
Against the Grain було видано одразу ж після завершення туру в підтримку попереднього альбому No Control tour який завершився в середині 1990 року. Альбом отримав схвальні відгуки як від фанатів так і від критиків, як результат, успіху гурту з альбомом 1988 після об'єднання Suffer та наступному альбомі 1989 року No Control. Проте Against the Grain так і дозволив Bad Religion пробитись до мейнстрім аудиторії, це був перший альбом з продажами більш як 100,000 копій. Станом на 1992 рік,  було продано 90,000 копій.
13 трек альбому, «21st Century (Digital Boy)», був перевиданий як сингл їх восьмого студійного альбому Stranger Than Fiction, виданий у 1994, чотири роки після видання Against the Grain.

## Список композицій
| Сторона А | Сторона А                                  | Сторона А | Сторона А  |
| #         | Назва                                      | Автор     | Тривалість |
| --------- | ------------------------------------------ | --------- | ---------- |
| 1.        | «Modern Man»                               | Граффін   | 1:58       |
| 2.        | «Turn on the Light»                        | Гуревич   | 1:24       |
| 3.        | «Get Off»                                  | Граффін   | 1:43       |
| 4.        | «Blenderhead»                              | Gurewitz  | 1:12       |
| 5.        | «The Positive Aspect of Negative Thinking» | Бентлі    | 0:57       |
| 6.        | «Anesthesia»                               | Гуревич   | 3:04       |
| 7.        | «Flat Earth Society»                       | Гуревич   | 2:23       |
| 8.        | «Faith Alone»                              | Граффін   | 3:40       |

| Сторона В | Сторона В                    | Сторона В       | Сторона В  |
| #         | Назва                        | Автор           | Тривалість |
| --------- | ---------------------------- | --------------- | ---------- |
| 9.        | «Entropy»                    | Граффін         | 2:24       |
| 10.       | «Against the Grain»          | Граффін         | 2:09       |
| 11.       | «Operation Rescue»           | Граффін         | 2:08       |
| 12.       | «God Song»                   | Граффін         | 1:38       |
| 13.       | «21st Century (Digital Boy)» | Гуревич         | 2:50       |
| 14.       | «Misery and Famine»          | Граффін         | 2:35       |
| 15.       | «Unacceptable»               | Hetson, Bentley | 1:44       |
| 16.       | «Quality or Quantity»        | Граффін         | 1:34       |
| 17.       | «Walk Away»                  | Гуревич         | 1:52       |

## Учасники запису
- Грег Граффін – вокал
- Бретт Гуревич – гітара, бек-вокал
- Грег Гетсон – гітара
- Джей Бентлі – бас-гітара, бек-вокал
- Піт Файнстоун – ударні
- The Legendary Starbolt – змішування
- Karat Faye;- інженіринг
- Eddie Schreyer – мастерінг
- Joy Aoki – арт директор